# Bank Rezerwy Federalnej w Nowym Jorku

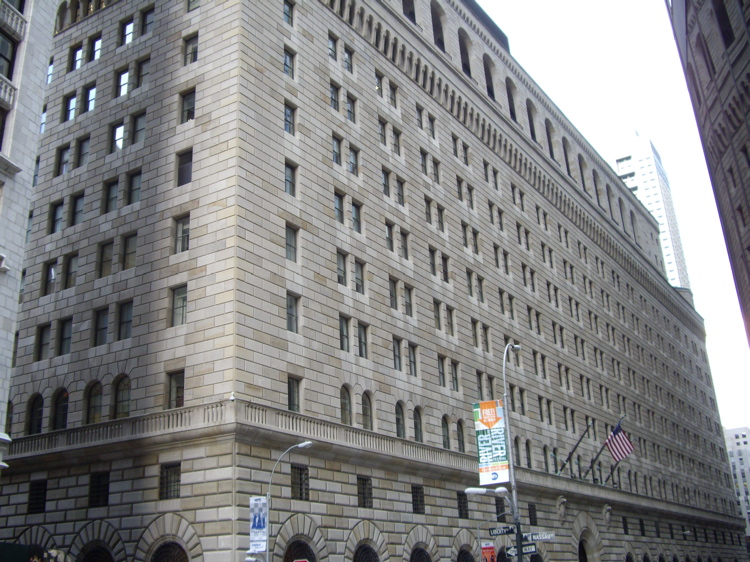
Siedziba banku na Wall Street przy 33 Liberty Street

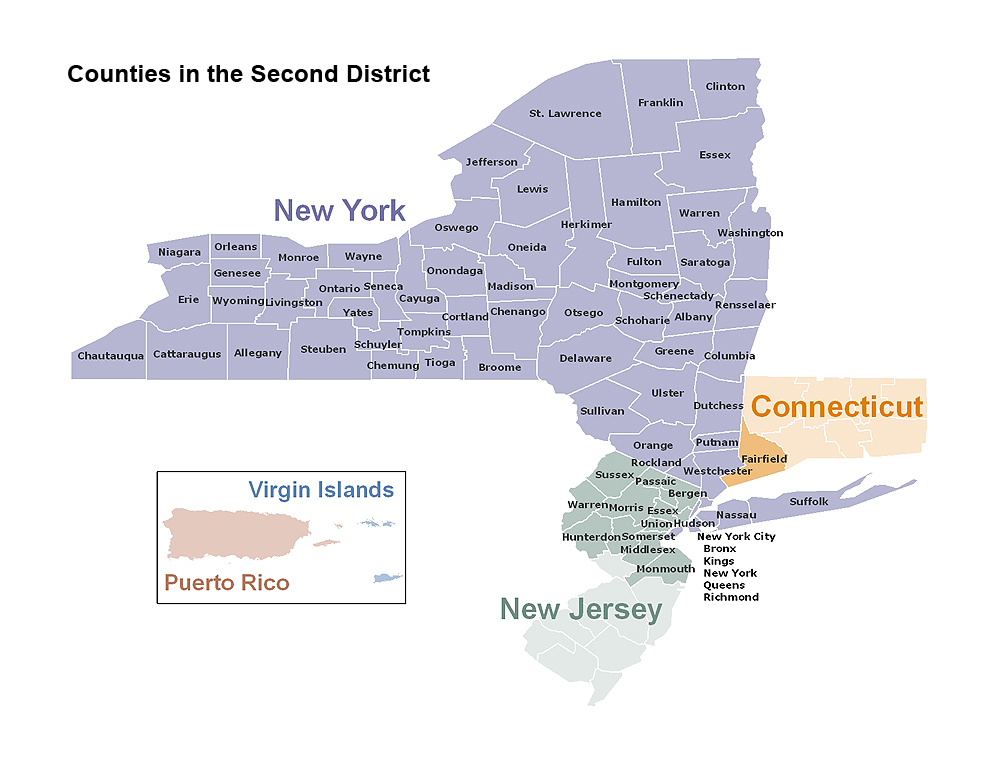
Mapa Dystryktu 2, przysługującego Bankowi Rezerw Federalnych w Nowym Jorku

Mapa dystryktów przydzielonych poszczególnym oddziałom banków Systemu Rezerwy Federalnej

Bank Rezerwy Federalnej w Nowym Jorku (ang. Federal Reserve Bank of New York) – największy z dwunastu banków Systemu Rezerwy Federalnej. Jego siedziba mieści się na Manhattanie w dzielnicy Wall Street. Bank obsługuje drugi okręg, w skład którego wchodzi stan Nowy Jork, 12 północnych hrabstw stanu New Jersey, hrabstwo Fairfield, Portoryko oraz Wyspy Dziewicze.

## Historia
Bank Rezerw Federalnych w Nowym Jorku został oficjalnie otwarty 16 listopada 1914 pod dyrekcją Benjamina Stronga, zatrudniał wówczas 7 strażników oraz 85 pracowników, pozyskanych głównie z lokalnych banków. W pierwszym dniu bank przyjął 100 milionów dolarów. Benjamin Strong pełnił funkcję dyrektora, aż do swojej śmierci w 1928.
W ciągu kolejnych lat bank dynamicznie się rozwijał zatrudniając coraz większą liczbę pracowników. W połowie lat 20. siedzibę banku przeniesiono na Wall Street, gdzie stoi do dziś. 25 metrów pod ulicami Manhattanu wybudowano skarbiec. W 1927 w sejfach banku znajdowało się aż 10% światowych pieniędzy ulokowanych w złocie.
W 2003 w ciągu jednego dnia bank przeprowadził operacje opiewające na sumę 1,8 biliona dolarów, co jest kwotą prawie trzykrotnie większą niż wynosi PKB Polski.
Obecnym dyrektorem banku jest William C. Dudley, który pełni tę funkcję od 2009.

## Największe repozytorium złota na świecie
W podziemnym skarbcu banku znajduje się obecnie około 7 000 ton czystego złota w około 540 tys. sztabek, o rynkowej wartości 346 miliardów dolarów (ok. 1,35 bln PLN, październik 2019), co czyni go największym takim repozytorium na świecie, większym nawet od Fortu Knox. Niemal 95% złota jest własnością wielu różnych krajów, banków centralnych i organizacji takich jak MFW, reszta należy do Stanów Zjednoczonych. Bank Rezerw Federalnych w Nowym Jorku jest jedynie strażnikiem, a jedyna pobierana opłata to ta za przeniesienie złota w inne miejsce – 1,75$ za sztabkę. Skarbiec jest dostępny do zwiedzania dla turystów.

## Dyrektorzy banku
1. Benjamin Strong Jr. (1914–1928)
2. George L. Harrison(inne języki) (1928–1940)
3. Allan Sproul(inne języki) (1941–1956)
4. Alfred Hayes(inne języki) (1956–1975)
5. Paul Volcker (1975–1979)
6. Anthony M. Solomon(inne języki) (1980–1985)
7. E. Gerald Corrigan(inne języki) (1985–1993)
8. William J. McDonough(inne języki) (1993–2003)
9. Timothy Geithner (2003–2009)
10. William C. Dudley(inne języki) (od 2009)

## Bank w kulturze masowej
W filmie Szklana pułapka 3 bank staje się obiektem największego w dziejach rabunku, dokonanego przez grupę terrorystów pod przewodnictwem Simona Grubera (Jeremy Irons). Dokończeniu dzieła stara się usilnie przeszkodzić policjant John McClane (Bruce Willis) oraz jego przypadkowy sprzymierzeniec Zeus Carver (Samuel L. Jackson).